# Théories d'ordre supérieur de la conscience
Les théories d'ordre supérieur de la conscience (higher-order theories of consciousness en anglais) postulent que la conscience consiste en des perceptions ou des pensées sur des états mentaux de premier ordre,,. En particulier, la conscience phénoménale  (ou qualia) est considérée comme une représentation d'ordre supérieur de contenus perceptuels ou quasi-perceptuels, tels que des images visuelles.
Les théories d’ordre supérieur se distinguent d'autres théories de la conscience qui suggèrent que la conscience est constituée d'états mentaux de premier ordre.

## Motivation
Les théories d’ordre supérieur peuvent expliquer la distinction entre le traitement cérébral inconscient et conscient. Les deux types d’opérations mentales impliquent des manipulations de premier ordre et, selon une théorie d’ordre supérieur, ce qui rend la cognition consciente est une observation d’ordre supérieur sur le traitement de premier ordre de l'information.
En neurosciences, les théories d'ordre supérieur sont motivées par la distinction entre les informations de premier ordre dans les régions sensorielles précoces et les représentations d'ordre supérieur dans les cortex préfrontal et pariétal:365–66.

## Types

### Théorie de la perception d'ordre supérieur
Également appelée théorie du sens interne (inner-sense theory en anglais), cette théorie d'ordre supérieur propose que la conscience phénoménale ne consiste pas en des sensations immédiates mais en une perception de ces sensations à un niveau supérieur. En d'autres termes :
Un état mental phénoménalement conscient est un état avec un contenu intentionnel analogique/non conceptuel, qui est à son tour la cible d'un état intentionnel analogique/non conceptuel d'ordre supérieur, via les opérations d'une faculté de « sens intérieur ».
L'une des motivations de cette approche est qu'elle prend en compte la conscience phénoménale en l'absence de croyances ou de comportements associés à ces expériences – de sorte que, par exemple, quelqu'un pourrait ressentir de la douleur sans nécessairement manifester de réactions fonctionnelles à la douleur.

### Théorie actualiste de la pensée d'ordre supérieur
David Rosenthal est l’un des principaux défenseurs de ce point de vue. Il affirme qu'un état mental est conscient lorsqu'il fait l'objet d'une pensée d'ordre supérieur. La conscience phénoménale en particulier correspond à certains types d'états mentaux (par exemple, les entrées visuelles) qui font l'objet de pensées d'ordre supérieur. Rosenthal exclut le cas particulier dans lequel on apprend ses états d'ordre inférieur par déduction consciente. Par exemple, si la psychanalyse pouvait révéler les motivations inconscientes d’une personne, elle ne les rendrait pas soudainement conscientes.

### Théorie dispositionnaliste de la pensée d'ordre supérieur
La théorie dispositionnaliste est similaire point de vue actualiste, sauf que l'état mental de premier ordre n'a pas besoin d'être réellement pensé – il a seulement besoin d'être disponible pour potentiellement être pensé.
Alors que les explications actualistes semblent nécessiter d’immenses calculs d’ordre supérieur sur tous les percepts de premier ordre, ce n’est pas le cas des explications dispositionnalistes ; ils nécessitent simplement la disponibilité d’informations de premier ordre. Une telle disponibilité pourrait provenir, par exemple, de la diffusion globale, comme dans la théorie de l'espace de travail global.

### Théories d'ordre supérieur auto-représentatives
Les théories d'ordre supérieur auto-représentatives considèrent l'état d'ordre supérieur comme étant constitutif ou interne à son état de premier ordre. Cela peut être dû au fait que:
1. les états de premier ordre et d'ordre supérieur sont identiques, le même état remplissant deux rôles différents, ou
2. les états de premier ordre et d’ordre supérieur font partie du même tout, et c’est cet ensemble qui devient conscient[1].

Un exemple de la seconde possibilité est la quotational theory of consciousness (« théorie citationnelle de la conscience ») de Vincent Picciuto dans laquelle la conscience consiste à « citer mentalement » une perception de premier ordre.

### Théorie des inférences statistiques d'ordre supérieur
Dans cette théorie, un traitement de niveau supérieur détermine qu’une représentation du premier ordre est fiable:366.

### Thèse de plasticité radicale
De même que pour les théories d'ordre supérieur, cette théorie propose que le cerveau apprend lorsqu'il existe une représentation fiable de niveau inférieur:366.

## Perspectives scientifiques
Les théories d’ordre supérieur sont issues de la philosophie, mais elles ont également gagné des défenseurs scientifiques:365. Voici quelques preuves corroborant les théories d’ordre supérieur :
- Dans certaines études, le récit d'une expérience consciente semble se produire en série à la suite d'un traitement inconscient, plutôt qu'en parallèle avec celui-ci[4]:368.
- Le traitement inconscient est assez puissant en lui-même, il n'est donc pas évident que l'exécution d'une tâche nécessite la conscience. Les théories d'ordre supérieur vont dans ce sens, contrairement notamment à la théorie de l'espace de travail global[4]:368.
- Les déficiences du cortex préfrontal peuvent altérer les rapports subjectifs sans affecter l'exécution de la tâche. Si le cortex préfrontal remplissait principalement un rôle attentionnel, les performances devraient se dégrader ainsi que la capacité de rapporter[4]:369.
- Certaines interprétations de certains troubles de la conscience suggèrent qu’ils opèrent en affectant le cortex préfrontal, où sont censées se produire les pensées d’ordre supérieur[4]:370–71.

Edmund Rolls est un partisan des théories d'ordre supérieur de la conscience. Il soutient que la conscience consiste en des pensées d'ordre supérieur permettant de surveiller et de corriger les erreurs et que « les systèmes cérébraux nécessaires à la conscience et au langage sont similaires. »:404–05 Les expériences subjectives (telles que la douleur) deviennent conscientes lorsqu'« elles entrent dans un système linguistique spécialisé de manipulation de symboles, qui fait partie d'un système de pensée d'ordre supérieur » qui aide, entre autres, à « une planification flexible des actions. »:407

## Critiques

### Contre les théories d'ordre supérieur actualistes et de sens interne
Scott Sturgeon s'oppose à la théorie d'ordre supérieur de sens interne au motif qu'elle pourrait donner lieu à des troubles dans lesquels, par exemple, on a une perception du rouge de premier ordre qui déclenche par erreur une sensation de second ordre "paraît orange". Il ne semble cependant pas y avoir de tels troubles en neurologie,. Plus généralement, les théories actualistes et de sens interne sont confrontées au « problème de la représentation d'ordre supérieur sans objet » dans lequel il pourrait y avoir, par exemple, une expérience ou pensée d'ordre supérieur sur la perception du rouge sans qu'il n'y ait de perception de premier ordre du rouge. Une réponse à cette objection est que cela ne pose pas plus de problème pour les théories d’ordre supérieur que pour les autres théories neuroscientifiques de la conscience, qui impliquent également de nombreuses couches de traitement pouvant être théoriquement incohérentes:370.
Peter Carruthers souligne que les théories actualistes et de sens interne concernant les perceptions de premier ordre pourrait augmenter considérablement la puissance de calcul requise pour traiter consciemment les stimuli, car non seulement il faut avoir une perception, mais il faut aussi avoir une autre perception (potentiellement très détaillée) ou réflexion sur cette perception,.

### Contre toute théorie d’ordre supérieur
L'« objection du caillou » note que penser à un caillou n'illumine pas le caillou de conscience, alors pourquoi penser à un percept de premier ordre le fait-il s'éclairer ? Les théoriciens d’ordre supérieur répondent que les états de premier ordre doivent être des états mentaux, ce que les cailloux ne sont pas.